# Poėt
Poėt (Поэт) è un film del 1956 diretto da Boris Vasil'evič Barnet.